# Mount Thelwood
Mount Thelwood är ett berg i Kanada.   Det ligger i provinsen British Columbia, i den sydvästra delen av landet, 3 700 km väster om huvudstaden Ottawa. Toppen på Mount Thelwood är 1 742 meter över havet, eller 584 meter över den omgivande terrängen. Bredden vid basen är 13,2 km.
Terrängen runt Mount Thelwood är bergig åt sydväst, men åt nordost är den kuperad.Trakten runt Mount Thelwood är nära nog obefolkad, med mindre än två invånare per kvadratkilometer.. Det finns inga samhällen i närheten.
I omgivningarna runt Mount Thelwood växer i huvudsak barrskog.